# Augustin Merta
Augustin Merta (30. listopadu 1914 Radvanice – 22. června 2006) byl válečný veterán, odbojář, učitel a vědecký pracovník. Narodil se jako pohrobek po vojáku padlém na bojištích první světové války. Věnoval se sociální informatice, teorii a praxi v oblasti rešerše. Ovlivnil několik generací českých informačních pracovníků.

## Život

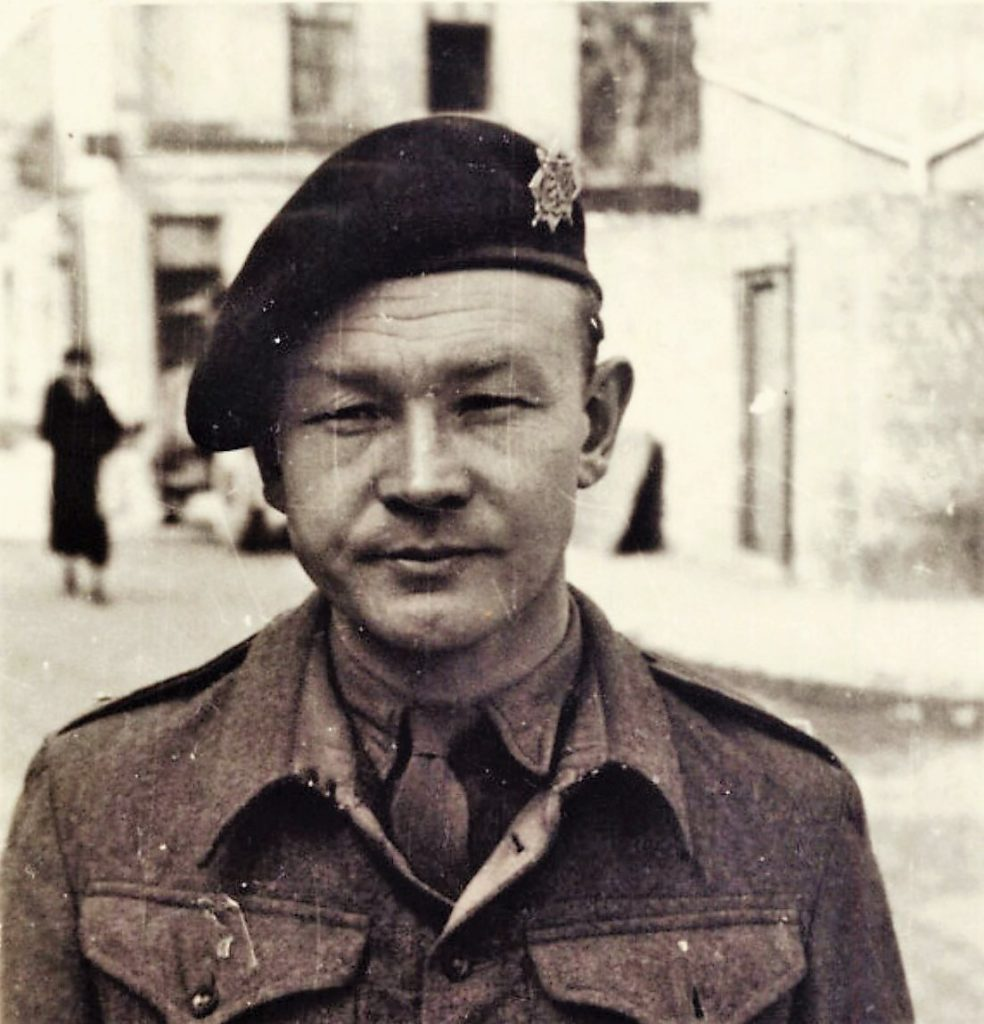
Odbojář Augustin Merta se dostal v roce 1943 do Velké Británie. Nejprve pracoval na londýnském ministerstvu zahraničních věcí, poté odešel na frontu

Augustin Merta se narodil jako pohrobek 30. listopadu 1914 v Radvanicích v rodině zámečníka Augustina Merty a jeho ženy Marie rodem Srvatkové, dcery horníka z Radvanic. Později byl členem Sokola a aktivním skautem, maturoval na ostravské reálce v době krize. Poté složil zkoušky odborného učitele pro předměty matematika, deskriptiva, kreslení a tělocvik.
| „ | „Byl jsem nadšený cvičenec místního Sokola v Radvanicích a také členem skautského oddílu. Tyto instituce vychovaly ze mne člověka se silným národním cítěním. Říká se tomu vlastenectví, ale já tohle slovo nemám rád. V Sokole byli vedle sebe různí lidé, z různých společenských a sociálních vrstev, všichni jsme si byli navzájem skutečně bratry.“ A. Merta | “ |

V letech 1937–1938 ho v době vojenské služby zastihla mobilizace a potupný Mnichov. Ihned po demobilizaci se zapojil do odbojové činnosti v ostravské skupině Obrana národa. Po odhalení skupiny se skrýval po nějaký čas u příbuzných na Hané. Dne 5. května 1942 se dostal s manželkou ilegálně přes rakouské Alpy a Lichtenštejnsko do Švýcarska, kde byli krátce uvězněni. Po německém záboru zbytku Francie pokračovali dál ilegálně přes Pyreneje do Španělska. Po zatčení Frankovou policií byl s celou skupinou uvězněn v Geroně, Barceloně a v koncentračním táboře Miranda del Ebro. Jako tankista se účastnil invaze do Francie a operace obléhání přístavu Dunkerque. Později obdržel od francouzské vlády diplom za spoluúčast na osvobození Francie v letech 1944–1945. Po návratu domů byl přijat do zpravodajské sekce ministerstva zahraničí a vystudoval Vysokou školu politickou a sociální. V únoru 1948 byl jako nepřítel socialistického zřízení čtyřikrát vyhozen ze zaměstnání. A zde začínala jeho cesta do VTEI. Politická situace tehdy umožňovala lidem s podobným osudem pracovat v podnicích jako dokumentační a informační specialisté, vzhledem k jejich znalostem cizích jazyků.
Zesnul 22. června 2006.

## Okolnosti útěku do Švýcarska
Za mnichovských událostí sloužil pan Merta jako četař aspirant na Bruntálsku u minometčíků. Po demobilizaci se vrátil do rodných Radvanic, kde začal znovu učit na měšťanské škole. Pan Merta se stal součástí odbojové organizace Obrana národa a pomáhal organizovat útěky do Polska. Přes polské území vedl po peážní trati vlak z Ostravy na Karvinsko. Osoby, které přecházely hranice, dostaly železniční uniformu.
„Dělali jsme též zpravodajskou službu, zakreslovali jsme opevnění a hlásili jsme počty vozidel a vojáků. Později se tento způsob přepravy prozradil, museli jsme začít převádět přes hranici v Beskydách. Po naší skupině však šlo gestapo, bylo jasné, že dříve nebo později budeme muset s manželkou utéct, nebo nás zatknou. Byla to jen otázka času.“ Sdělil A. Merta
„Začali jsme se připravovat na útěk přes Rakousko do Švýcarska.“ Augustin Merta využil možnosti vycestovat ze zdravotních důvodů do Innsbruku, jeden lékař též zapojený do odboje mu napsal falešné doporučení k ozdravnému pobytu v Rakousku. „S manželkou jsme však vystoupili už v Feldkirchu. Dva dny a dvě noci jsme přecházeli hřeben na švýcarských (respektive lichtenštejnských) hranicích... Zaručil se za nás doktor Jaromír Kopecký ze Ženevy, původně zástupce u Společnosti národů, který působil ve Švýcarsku jako zástupce československé exilové vlády. Švýcarské orgány nám předaly jízdenky do Ženevy... V Ženevě jsem vypracoval pro doktora Kopeckého podrobnou zprávu o stavu odboje proti nacistům na severní Moravě.“

Spolu se skupinou dalších devíti Čechoslováků pan Merta ilegálně překročil švýcarsko-francouzskou hranici u Annemasse. Odjeli do Marseille, kde se měli setkat s další spojkou na cestě k československé armádě. Do Švýcarska přišel se svojí manželkou, do Francie již odcházel sám, cesta přes Francii by pro ni byla příliš nebezpečná. Manželka Augustina Merty pak do konce války pracovala v Ženevě pro doktora Kopeckého jako jeho osobní asistentka a šifrantka zpráv pro londýnskou exilovou vládu.
„Dostali jsme falešná jména Čechoslováků, kteří měli legální dokumenty, ale byli buď nezvěstní, nebo během válečných zmatků padli. Měli jsme dostat tranzitní vízum do Spojených států. Dostal jsem jméno Francois Mrvicka – František Mrkvička.“

## Příběh syna, Vladimíra Merty
Augustin Merta válčil proti nacistům v zahraničních jednotkách, velel tankovému průzkumnému družstvu v roce 1944 u Dunkerku, jeho syn Vladimír Merta, slavný folkový písničkář, oslovil svými proti režimními texty tisíce lidí, kteří se pak proti komunistům postavili v roce 1989. Vladimíra Mertu komunistická Státní bezpečnost sledovala od poloviny 70. let minulého století do sametové revoluce takřka nepřetržitě.

## Vědecký pracovník
Díky politické rehabilitaci mohl začít působit ve Středisku pro vynálezy a vědecké informace ČSAV. Od roku 1968 vedl Ing. Augustin Merta odbor výzkumu v UVTEI (ústředí vědeckých, technických a ekonomických informací specializovaných knihovních služeb). Od roku 1953 začal externě učit na Filozofické fakultě Univerzity Karlovy na katedře knihovnictví a vědeckých informací, kterou tehdy vedl doc. Jaroslav Drtina. V roce 1967 ukončil kandidaturu věd na FF UK a od roku 1970 byl interním vědeckým pracovníkem katedry. Publikoval přes 150 prací doma i v zahraničí. Působil v mezinárodní redakční radě časopisu Information Processing and Management (1960–1992). Byl členem komise Informační teorie FID – Mezinárodní federace pro informace a dokumentaci (International Federation for Information and Documentation), expertem informačního odboru UNESCO pro projekt UNISIST a členem vědecké rady Mezinárodního institutu vědeckých informací (Institute for Scientific Information). Přednášel na mnoha odborných konferencích a seminářích doma i v cizině. Spolu s manželkou PhDr. Dagmar Mertovou sestavili Anglicko-český slovník knihovnictví a informatiky, který má přes 14 000 hesel a vyšel ve dvou vydáních (UVTEI 1988 a LEDA 1994).

## Význam pro informační vědu
V roce 1963 vzniká první kniha, kde zhodnotil vztah mezi knihovnictvím a oblastí VTEI. Viděl možnou spolupráci. Bylo jisté, že VTEI využívalo bibliografických znalostí a bibliografie samotné, aby mohl být vypracován průzkum. Jádro problému však zůstávalo stejné, tedy informovanost zaměstnanců.
Podle něho byla klíčem k dobrým výsledkům shoda studijního technika, který třídí a srovnává informace z knihovnické a bibliografické základny, s knihovníkem, který je v této základně obstarává a eviduje.
Později už viděl bibliografii jako málo funkční součást informační činnosti. Bibliografie většinou nedokázala propracovat celou pyramidu prací a tak byla nevyhovující.
V časopise Česká bibliografie roku 1976 ukázal, že si uvědomuje vztah bibliografie k informatice. U nás v té době v ČSSR neměla profese knihovníka takový společenský status jako v zahraničí. Docházelo k spolupráci obou legislativně oddělených soustav.
Ve světě se používá označení information science. U nás například informatistika nebo teorie vědecké informaci či sémantická informace.
Roku 1981 vyjádřil A. Merta zklamání ohledně svého projektu, jelikož z něho bylo realizováno jen velmi málo. Už dávno si uvědomoval, že informační služby nemohou fungovat bez technického zázemí, také na to upozorňoval jako jeden z prvních už kolem roku 1959.
S Jiřím Tomanem se podílel i na velkém projektu čtyř metod mechanické selekce informací – INDORES1 (INformační DOkumentačně-REšeršní Soustava).
V posledních 20 letech svého života věnoval zvláštní pozornost otázkám terminologie oboru se snahou o její sjednocování. Ta vrcholí dvěma vydáními anglicko-českého oborového slovníku v letech 1988 a 1994.
Roku 1994 vydávají Anglicko-český slovník knihovnictví a informatiky, nové vydání a tento slovník odráží tehdejší stav rozvoje oboru i používané techniky.
Další dílem tohoto autora je kniha s názvem Společenské aspekty komunikace odborných informací, která se soustřeďuje na popis a analýzu komunikačního a informačního procesu.

## Publikace

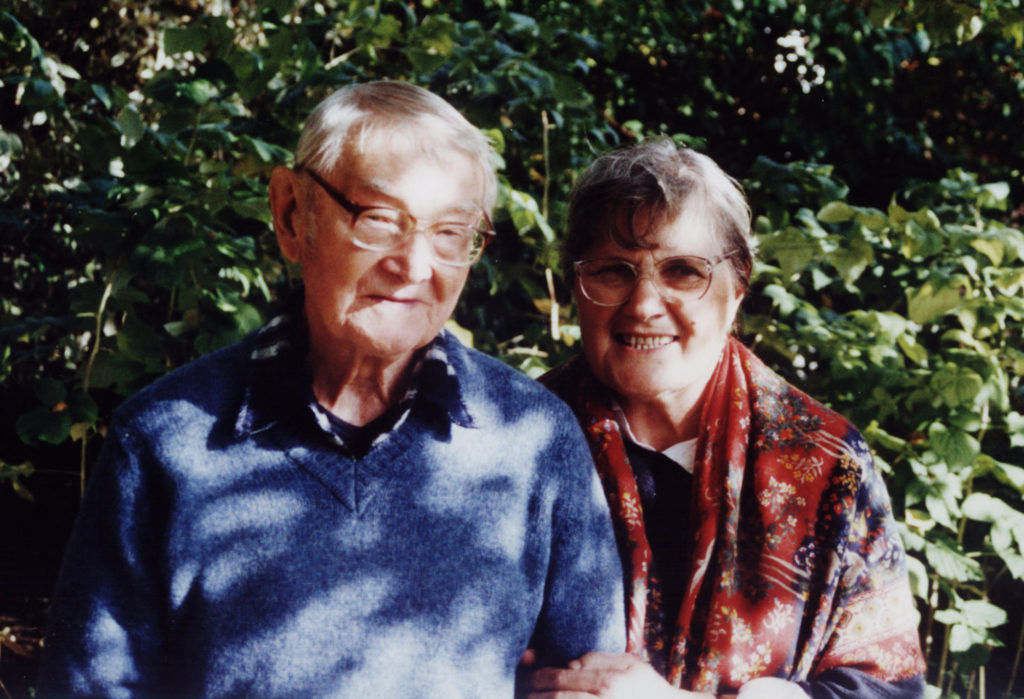
Manželé Mertovi v roce 2004. Augustin Merta byl průkopníkem informační vědy v Československu.

- Anglicko-český slovník knihovnictví a informatiky – autor: Augustin Merta, Dagmar Mertová; vydáno: 1994, Leda[16]
- Anglicko-český slovník informatiky' – autor: Augustin Merta; vydáno: 1988[17]
- Společenské aspekty komunikace odborných info – autor: Augustin Merta; vydáno: 1970[18]

## Úspěchy
- 1998 Ocenění odborných aktivit udělením Pamětní medaile Univerzity Karlovy v rámci oslav 650. výročí jejího založení.
- 1999 Od francouzského ministerstva obrany obdržel diplom Za spoluúčast na osvobození Francie v letech 1944–45. A. Merta má hodnost plukovníka v. v.[19]

## Citát
| „ | „Kdyby mladý člověk nebyl tehdy odvedený, tak by se cítil méněcenný. Dnes se mládež chlubí tím, že nejde na vojnu. Myslím, že by se pocit skutečného vlastenectví vrátil i dnes, kdyby došlo ke skutečnému ohrožení národní existence.“ | “ |